# Rupert von Plottnitz
Franz-Joseph Rupert Ottomar von Plottnitz-Stockhammer, més conegut com a Rupert von Plottnitz, (Danzig, 4 de juliol de 1940) és un advocat i polític alemany, militant de l'Aliança 90/Els Verds. Va ser membre del parlament de l'estat federat de Hessen entre 1987 i 1994 i entre 1999 i 2003, on va ser president del grup parlamentari verd de 1991 a 1994. Entre 1994 i 1995 va ser ministre de Medi Ambient, Energia i Afers Federals de Hessen, i entre 1995 i 1999 ministre de Justícia i Afers Europeus de Hessen, així com viceprimer ministre.

## Família i educació
Originari de la família Plottnitz-Stockhammer, després de graduar-se a l'escola secundària, va estudiar Dret entre 1960 i 1965 a la Universitat de Grenoble, a la Universitat Lliure de Berlín i a la Universitat de Frankfurt del Main. Després d'acabar els estudis, va fer les pràctiques d'advocat a Hessen i França i el 1969, després de superar el segon examen estatal, va començar a treballar com a advocat a Frankfurt del Main. Durant el procés de Stammheim, el judici contra els dirigents de la primera generació de la Fracció de l'Exèrcit Roig (RAF), va defensar, entre d'altres, al militant Jan-Carl Raspe.
L'any 1979 va ser membre fundador de l'Associació d'Advocats Republicans. Avui dia, exerceix com a practicant al despatx d'advocats Fischer & Euler a Frankfurt del Main. També va ser membre del Consell Assessor Científic d'Attac i del patronat de la fundació medico international.
Va estar casat amb Cornelia-Katrin von Plottnitz i ara ho està amb Beate Gottschalk (* 1949).

## Trajectòria política
El 1968, durant els seus estudis, es va unir a la Federació Socialista Alemanya d'Estudiants (SDS). El 1977/78 va participar al Tribunal Russell sobre la situació dels drets humans a la República Federal d'Alemanya. Posteriorment, es va unir al Partit Verd.
De 1983 a 1987 va ser regidor honorari de l'ajuntament de Frankfurt del Main. A les eleccions estatals de Hessen de 1987 Va ser elegit membre del parlament estatal i president del grup parlamentari Verd des d'abril de 1991 fins al 6 d'octubre de 1994. Aquell dia, després de la renúncia de Joschka Fischer, va esdevenir el seu successor com a ministre de Medi Ambient, Energia i Afers Federals de Hessen i, alhora, viceprimer ministre del gabinet dirigit del primer ministre Hans Eichel. El 13 d'octubre de 1994, després del seu nomenament com a ministre estatal, va renunciar al seu mandat al parlament de Hessen.
A les eleccions estatals de Hessen de 1995, va entrar de nou al parlament com a càrrec electe, però va renunciar al seu mandat el 5 d'abril de 1995. Aquell dia va passar al capdavant com a ministre de Justícia i Afers Europeus de Hessen al segon gabinet de Hans Eichel. Paral·lelament, va assumir la direcció provisional del departament de medi ambient i energia del 19 de setembre de 1995 al 10 d'octubre de 1995 i del 22 de febrer de 1998 al 24 de març de 1998, arran de les dimissions dels ministres del Partit Verd, Iris Blaul i Margarethe Nimsch del departament de Joventut, Família i Salut.
Després de les eleccions estatals de Hessen de 1999 i la formació d'una coalició liberal-cristiana, el 7 d'abril de 1999 va dimitir del govern estatal. De 1999 a 2003 va tornar a ser diputat al parlament estatal, on va ser portaveu de política econòmica del 1999 al 2000 i, del 2000 al 2003, va ser portaveu jurídic i de política europea del grup parlamentari de l'Aliança Verds. Fins al 2019 va ser membre del Tribunal Estatal de Hessen.
Paral·lelament, també va ser diputat de la 9a i la 10a legislatura de l'Assemblea federal d'Alemanya.